# Ratpenat llistat de Lyon
El ratpenat llistat de Lyon (Platyrrhinus umbratus) és una espècie de ratpenat de la família dels fil·lostòmids. Viu a Colòmbia i Veneçuela. El seu hàbitat natural és desconegut. No hi ha cap amenaça significativa per a la supervivència d'aquesta espècie.